# Hyphoderma
Hyphoderma là một chi nấm thuộc họ Meruliaceae.